# Ринальд

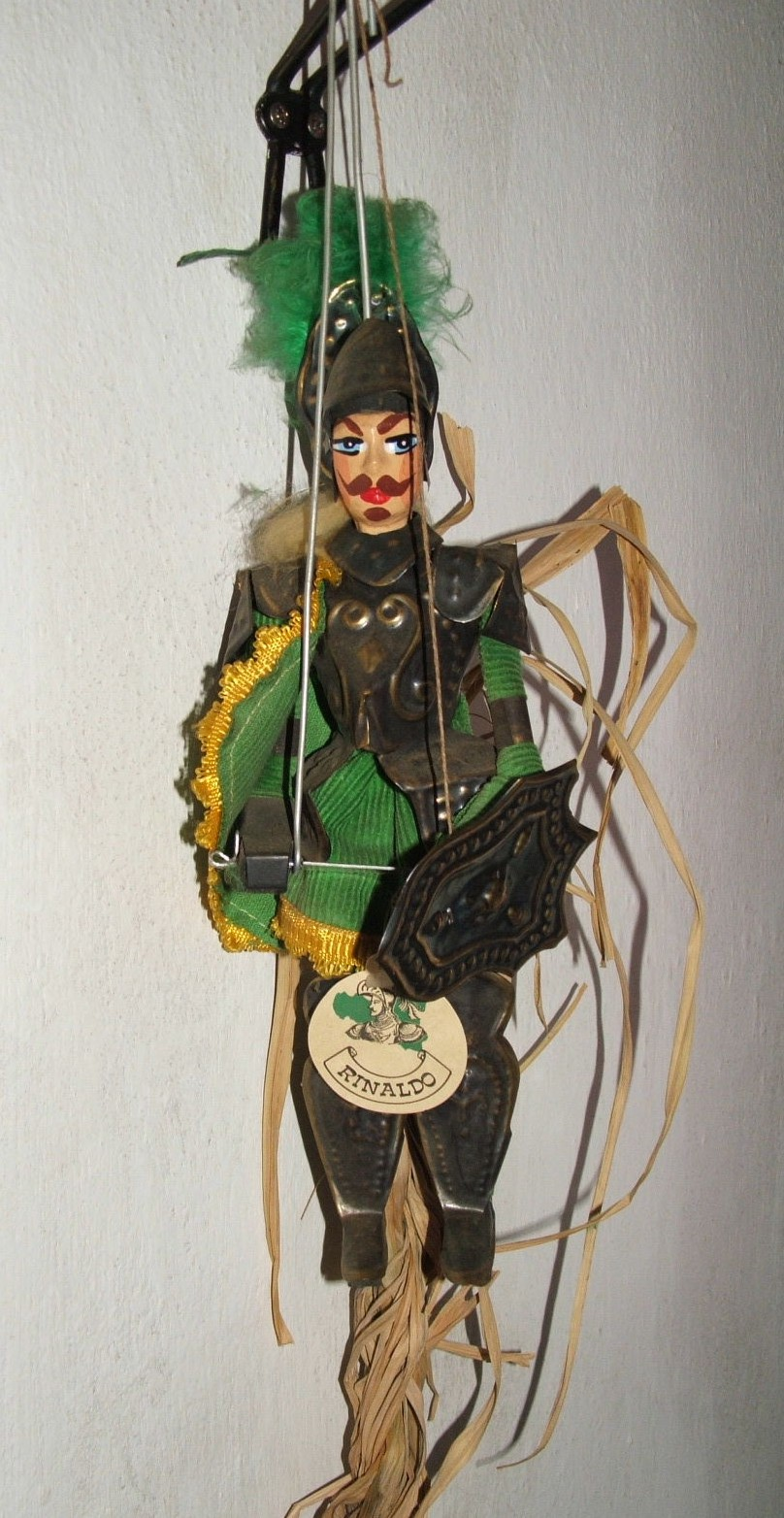
Ринальдо — марионетка сицилийского кукольного театра, сюжеты которого восходят к поэмам Боярдо и Ариосто

Рина́льд Монтальба́нский (итал. Rinaldo di Montalbano, фр. Renaud de Montauban) — один из четырёх сынов Эмона; традиционный персонаж французского и итальянского Каролингского эпоса, а позже один из центральных персонажей «Влюблённого Роланда» Боярдо и «Неистового Роланда» Ариосто.
У него есть волшебный конь Баярд. Его меч по-французски зовётся Фроберж, а по-итальянски Фусберт.

## Франция
Во французской традиции — Рено Монтобанский, герой французской эпической поэмы «Четыре сына Эмона» (XIII век), повествующей о его многолетней вооружённой распре с императором Карлом Великим, об его обращении, смерти и посмертных чудесах. Поэма написана двенадцатисложным ассонансированным и реже — рифмованным стихом.
Четыре сына Эмона Дордонского (из майнцского рода) — Рено, Ришар, Гишар (Гвискар) и Аделар — прибывают ко двору Карла Великого. Однажды юный Рено, играя в шахматы с сыном Карла Бертоле, выиграл партию у королевича. Последний с досады оскорбляет Рено, и тот, в состоянии крайнего возбуждения, убивает Бертоле. Рено и его братья вынуждены бежать из королевского дворца. Карл и его войско преследуют беглецов. Они строят могучий замок Монтессор в Арденнских горах, который осаждает войско императора. Братья скрываются в лесу, затем получают убежище у Иона, короля Гаскони. Рено женится на сестре Иона Клариссе, которая рожает ему сыновей Эмона и Иона. Братья помогают гасконскому королю в его борьбе с сарацинами, за что и получают от него разрешение построить замок Монтобан. Карл осаждает Монтобан, и Рено по очереди сражается с храбрейшими вассалами Карла — Роландом, своим двоюродным братом Ожье Датчанином, с самим королём. Братьям помогает их родственник — волшебник Можис. После примирения с императором Рено и Можис посещают Иерусалим, затем Рено трудится в Кёльне на строительстве собора, где рабочие убивают его из-за его гордости и вспыльчивости. После кончины Рено следует ряд чудес.
Поэма была чрезвычайно популярна и сохранилась во множестве рукописей. Её позднее прозаическое переложение в рыцарский роман выдержало большое количество изданий в XV—XVI веках.

### Историческая основа
В основу легенды лёг конфликт Карла Мартелла и его неудачливого соперника Хильперика, короля Нейстрии. Разбитый в 718 году, Хильперик обратился за помощью к Эйдону, герцогу Аквитанскому, которого Карл тоже разбил. На эти исторические события наложился культ святого Рейнальда, получивший распространение в прирейнских землях. Топонимически поэма привязана к аббатствам в Мальмеди и Ставло (в нынешней провинции Льеж), которые по-видимому и были посредниками в передаче легенды.

## Италия
В Италии под именем Ринальдо выдвигается в число персонажей первого ряда, отчасти оттесняя Роланда с заглавных ролей. В 1491 году завязался спор между Изабеллой д’Эсте, дочерью Эрколе I, и миланским дворянином Галеаццо Висконти, получивший эпистолярное продолжение, о том, кто, Роланд или Ринальд, более достоен именоваться лучшим рыцарем мира.

### Моргант
В «Морганте» Пульчи Ринальд с братьями, поссорившись с императором, грабит путников на большой дороге.

### «Влюблённый Роланд»
Отправившись вслед за Анджеликой, Ринальд достигает Арденнского леса. По пути ему встречается волшебный источник, сотворённый некогда Мерлином, дабы исторгнуть из Ланселота страсть к Гиневре. Ринальд пьёт из источника, и вместо любви к Анджелике в нём вспыхивает живейшее отвращение. Дальнейший путь приводит его к другому источнику — пробуждающему любовь. Жажду Ринальд уже утолил, поэтому он всего лишь располагается близ него на отдых. К тому же источнику выходит Анджелика, пьёт, видит Ринальда и проникается к нему страстью. Ринальд спасается бегством.
Карл Великий посылает Ринальда во главе пятидесятитысячного войска на помощь испанскому королю Марсилию против царя Серикании Градасса. После ничейного сражения Градасс и Ринальд соглашаются решить исход войны в поединке друг с другом. Однако бес в облике Градасса заманил Ринальда на волшебный корабль. Корабль уносит паладина в открытое море и доставляет его на Остров Наслаждений. Но Ринальд, узнав, что здесь его ждёт встреча с Анджеликой, вновь с превеликой поспешностью пускается в плавание: наконец, он достигает суши и тут же вступает в бой с великаном, который заманивает его в ловушку. Ринальд связан, заточён в Злом Замке, и ему предстоит померяться силами с чудовищем. Меч его шкуру не берёт, когти же его рвут сталь как бумагу. Бой, в котором Ринальду приходится туго. Он ранен и обезоружен. Анджелика верхом на чёрте поспевает Ринальду на выручку. Но паладин предпочитает достаться в пищу чудовищу, нежели спастись благодаря красавице. Анджелика всё же находит способ избавить возлюбленного от верной гибели. Она связывает чудовище, а Ринальд ломает ему шею и не оставляет в злодейском замке ни одной живой души.
Покинув Злой Замок, Ринальд встречает Флорделизу, которая зовёт его на выручку своего возлюбленного Брандимарта из сада феи Драгонтины. По пути Ринальд убивает великана и двух грифонов, охранявших чудесного коня. Это Рабикан, рождённый от ветра и огненной кобылицы. Ринальд овладевает конём, но должен дать клятву, что отомстит за красавицу, предательски умерщвлённую вавилонским царем Труффальдином. Спутницу Ринальда похищает кентавр. Ринальд настигает и убивает кентавра, но тот перед смертью успевает бросить Флорделизу в реку, и её уносит течением.
Ринальд видит на берегу ручья горестно стенающего рыцаря: это Ирольд, друг которого Прасильд должен быть отдан на съедение дракону. Ринальд шутя разгоняет сброд, который ведёт к дракону Прасильда и девицу, оказавшуюся Флорделизой. Спасённые сначала принимают спасителя за Магомета и падают ниц; затем, просвещённые Ринальдом, они принимают крещение. Ринальд готов довести до конца свой подвиг, но Флорделиза напоминает ему о прежнем обещании освободить пленников Драгонтины, и он, следуя за девицей, откладывает поединок с драконом на будущее.
Близ Альбракки путники встречают Марфизу. Марфиза выбивает из седла сначала Ирольда, за ним Прасильда и вступает в долгий бой с Ринальдом, где паладину приходится туго. Бой Ринальда и Марфизы прерван Галафроном, который узнаёт в скакуне, на котором гарцует Ринальд, коня своего сына, и сочтя Ринальда убийцей Аргалия, нападает на него врасплох. Марфиза вступается за своего недавнего противника, и вдвоём они громят войско Галафрона.
Под Альбраккой Ринальд и Марфиза вынуждают прежних союзников Марфизы в панике бежать под защиту крепостных стен. Ринальд, помня о клятве, объявляет Труффальдина изменником и вызывает на поединок. Вместо Труффальдина на бой выходят пятеро рыцарей из тех, что клятвенно обязались быть его защитниками. Двух Ринальд спешивает, с третьим, Грифоном, бой затягивается и исход его сомнителен. Астольф, узнав, что с защитниками крепости враждует Ринальд, переходит на сторону двоюродного брата. Роланд же решает, что Ринальд претендует на Анджелику и готовится к бою с ним с невиданным ожесточением. Ринальд, опрокинув всех противников, захватывает Труффальдина и казнит, привязав к хвосту своего скакуна. Роланд вступает с Ринальдом в бой. Роланд теснит соперника. Бой прерван наступлением темноты. Анджелика, проведав, кто бьётся против Роланда, просит позволения присутствовать при поединке. Роланд берёт верх, но Анджелика спасает Ринальда от смерти, послав Роланда в заколдованный сад феи Фалерины.
Ринальд, придя в себя и обнаружив исчезновение Роланда, пускается по его следам. Вместе с ним уходят Астольф, Ирольд и Прасильд. По пути им встречается замок, где они видят рыцаря, избивающего кнутом нагую девицу. Ирольд и Прасильд по очереди вступают с ним в бой, и обоих он, оглушив ударом палицы, бросает в озеро. С Ринальдом ему справиться не удается, и тогда он, схватив паладина в охапку, прыгает в озеро вместе с ним. Это озеро феи Морганы, злодей же, топящий в нём путников, зовётся Аридан и победить его невозможно, ибо его сила чудесным образом всегда в шесть крат больше силы противника. Среди пленников Морганы Дудон, посланный Карлом с тем, чтобы призвать под его знамёна Роланда и Ринальда. Роланд освобождает всех пленников, и Ринальд вместе с неразлучными Прасильдом и Ирольдом направляется за посланцем императора во Францию. По пути они оказываются во владениях короля Маноданта, и им предстоит битва с великаном и чернокнижником по имени Балисард. Ирольд и Прасильд схвачены великаном. Перед Дудоном он устоять не может, хотя бьётся с ним в виде дракона, и в виде полубыка-полумедведя. Пленяет он его хитростью, заманивая в сеть. Та же участь постигает Ринальда. Пленники отвезены к королю Маноданту, где среди других узников уже находится Астольф. Роланд и оттуда их освобождает.
Ринальд по дороге во Францию встаёт во главе подкреплений, идущих из Венгрии, и прибывает в Прованс в тот момент, когда Родомонт довершает истребление лангобардского войска. Бой Ринальда и Родомонта. Подходят основные силы Карла. Родомонт обрушивается на них. Услышав, что Ринальд отъехал в Арденны, Родомонт бросается за ним. Ринальд, который и не думал никуда уезжать, пускается вслед за Родомонтом, но обгоняет его и первым прибывает в Арденнский лес. Здесь его жестоко наказывают Амур и грации, которыми он так долго пренебрегал: он пьёт из источника любви и вновь охвачен страстью к Анджелике.
Роланд и Анджелика тоже оказываются в Арденнском лесу: Анджелика пьёт из источника, убивающего любовь, и на место страсти, приковавшей её к Ринальду, приходит отвращение. Появляется Ринальд, и паладины берутся за мечи. Поединок Роланда и Ринальда прерван по повелению императора. Подходит войско Аграманта. Ринальд сдерживает натиск вражеских полчищ, но, пустившись в погоню за своим неожиданно ускакавшим конём, выходит из боя, и христианское войско, оставшись без предводителя, прекращает сопротивление.

### Неистовый Роланд
Ринальд настигает коня, по пути схватившись с Феррагусом и Сакрипантом. Карл посылает его в Англию. В пути Ринальда застигает буря. Он пристает к Шотландии. Здесь нуждается в защите от клеветы королевна Гиневра, и Ринальд пускается ей на помощь. По пути он спасает от разбойников Далинду.
Далинда рассказывает, как она любила герцога Полинесса, а он Гиневру, а Гиневра Ариоданта. Оскорблённый Полинесс подговаривает Далинду переодеться Гиневрою и, поспорив с Ариодантом, выдаёт себя за любовника Гиневры. Это видит Лурканий, брат Ариоданта. Ариодант в тоске бросается в море, а Лурканий обвиняет Гиневру в распутстве. Далинда, опасаясь за себя, бежит к Полинессу, но он велит её убить, и спасает Далинду лишь появление Ринальда. Тем временем на защиту Гиневры является рыцарь под забралом и вступает в поединок с Лурканием. Ринальд прерывает их бой, обличает Полинесса и на Божьем суде убивает его. Неведомый рыцарь открывает лицо и оказывается уцелевшим Ариодантом. Гиневру выдают за Ариоданта, а Далинда уходит в монастырь.
Ринальд с британской помощью прибывает в Париж. После битвы он тоскует об Анджелике, через Малагиса узнаёт о её отъезде, едет искать. На Ринальда нападает чудовище — Ревность, но выручает рыцаря Презрение. Он пьёт из ключа Безлюбовья и, исцелённый, спешит на помощь Роланду. Находит его на Липадузе, и герои втроём (Роланд, Ринальд и Оливьер) отплывают на отшельничий остров, где знакомятся с Руджьером, а потом во Францию.

## Испания
Один испанский романс (ок. 1220) изображает его павшим при Ронсевале.